# James Yorkston
James Yorkston, född 1971 i Kingsbarns, Fife, är en skotsk folkmusiker. Han släppte sitt debutalbum, Moving Up Country, 2002.